# Nippon (アルバム)
『Nippon』（ニッポン）は、堂本剛の企画アルバム。2011年10月21日に欧州15か国でリリースされた。日本では輸入販売で購入することができる。

## 解説
本作品は、堂本の欧州デビュー作であり、完全に欧州向けで制作された作品のため、国内盤の発売はなく、日本国内の入手方法は輸入盤のみとなっている。そのため、自身の所属するジャニーズ・エンタテイメントからではなく、「Gan-Shin」より発売されている。ジャニーズ事務所所属タレントとしては、2006年にテゴマスが、スウェーデンにて同国盤を発売している例があるが、後に日本国内盤が発表されており、日本国内盤がリリースされないのは異例である。
収録曲は全て、これまで日本国内で発表された楽曲からの選出であり、新たに制作された楽曲はないため、いわゆる「ベスト盤」に近い内容といえる。しかし、これまでのアルバムには未収録のシングル曲や、新たに録音されたライブ音源を収録しているため、全くの再収録作品ではない。堂本剛名義としては、2004年『[síː]』以来約7年ぶりのアルバムであるが、堂本剛名義でリリースされた楽曲のうち、今アルバムに収録されたのは、2曲のみであり、1st『ROSSO E AZZURRO』、2nd『[síː]』からの選曲はされていない。
また、これまでの全ての名義での楽曲が収録されており、初めて名義の枠を超えたアルバムでもある。欧州向けのため、日本語タイトルの収録曲については、英訳またはローマ字表記されている。歌詞ブックレットは英訳、ドイツ語訳、フランス語訳の歌詞が記載されている。

## 収録曲
1. My Beautiful Sky
（作曲・編曲：剛紫）
  - 原題「美 我 空（びがく）」
  - 剛紫名義の通算6枚目のアルバム『美 我 空 - ビ ガ ク 〜 my beautiful sky』収録曲。
2. The Sky is Shedding Tears
（作詞・作曲:ENDLICHERI☆ENDLICHERI、編曲：ENDLICHERI☆ENDLICHERi・十川知司）
  - 原題「空が泣くから」
  - ENDLICHERI☆ENDLICHERI名義の通算5枚目のシングル。
3. Nippon
（作詞・作曲・編曲：剛紫）
  - 原題「NIPPON」
  - 『美 我 空 - ビ ガ ク 〜 my beautiful sky』収録曲。
4. Blue Berry -NARA Fun9 Style-
（作詞・作曲:ENDLICHERI☆ENDLICHERI、編曲:SC△LE）
  - ENDLICHERI☆ENDLICHERI名義の通算4枚目のアルバム『Neo Africa Rainbow Ax』通常盤のみの収録曲。
5. Chance Comes Knocking.
（作曲：ENDLICHERI☆ENDLICHERI、編曲：ENDLICHERI☆ENDLICHERI・十川知司）
  - ENDLICHERI☆ENDLICHERI名義の通算3枚目のアルバム『Coward』収録曲。
6. ENDLICHERI☆ENDLICHERI
（作曲：ENDLICHERI☆ENDLICHERI、編曲：ENDLICHERI☆ENDLICHERI・上田ケンジ）
  - 『Coward』収録曲。
7. Time and Space  (Live in Heian Jingu Shrine / Kyoto)
（作曲:堂本剛）
  - 原題「時空」
  - 京都・平安神宮で行われたライブにおける音源を収録。
  - 原曲は、通算9枚目のシングル「縁を結いて」通常版のみの収録曲。
8. Love is the Key (Live in Heian Jingu Shrine / Kyoto)
（作詞・作曲:244ENDLI-x）
  - 2010年10月に行われたライブ「平安神宮公演 2010」の音源を収録。
  - 原曲は、244ENDLI-x名義の通算5枚目アルバム『I AND 愛』収録曲。
9. Yoshino Cherry (Someiyoshino) (Live in Sendai)
（作詞・作曲:ENDLICHERI☆ENDLICHERI）
  - 原題「ソメイヨシノ」
  - 2007年2月から3月に行われたライブ『ENDLICHERI☆ENDLICHERI presents Funky Party 2007 「SparkLing Love」』の音源を収録。
  - 原曲は、ENDLICHERI☆ENDLICHERI名義の通算3枚目のシングル。
10. Help Me Help Me･･･(Live in Heian Jingu Shrine / Kyoto)
（作詞・作曲:244ENDLI-x）
  - 京都・平安神宮で行われたライブにおける音源を収録。
  - 原曲は『I AND 愛』収録曲。
11. Cherish Our Fate with Others -in Tenkawa Shrine / Nara
（作詞・作曲・編曲：堂本剛）
  - 原題「縁を結いて」
  - 通算9枚目のシングル。

## 参加アーティスト
| My Beautiful Sky - 剛 紫 - Bass, Guitar - 上田健司 - Programming - 山岡広司 - Programming - 十川ともじ - Keyboards - 東儀秀樹 - 笙, 篳篥 - 岩田卓也 - 尺八 The Sky is Shedding Tears - 十川知司 - Programming, Keyboards, Bulbu Tarang - ひぐちしょうこ - Drums - 上田ケンジ - Bass - 西川進 - Guitar - 竹内朋康 - Guitar - STEVE ETO - Percussion - 下神竜哉 - Trumpet - SASUKE - Trombone - 竹野昌邦 - Sax - 堂山敦史 - Horn - CHAKA - Chorus - Yu-ka - Chorus - TAMA - Chorus Nippon - 剛 紫 - Guitar - 十川ともじ - Programming - ひぐちしょうこ - Drums - KenKen - Bass - 名越由貴夫 - Guitar - 竹内朋康 - Guitar - スティーヴ エトウ - Percussion - 後藤勇一郎 - Violin, Viola Blue Berry -NARA Fun9 Style- - 十川知司 - Hammond Organ, Clavinet - ひぐちしょうこ - Drums - 上田ケンジ - Bass - 西川進 - Guitar - 竹内朋康 - Guitar - STEVE ETO - Percussion - 下神竜哉 - Trumpet - SASUKE - Trombone - 竹野昌邦 - Sax - 浦嶋りんこ - Chorus - CHAKA - Chorus - Yu-ka - Chorus - TAMA - Chorus | Chance comes Knocking. - 十川知司 - Programming, Hammond Organ, Clavinet - 江口信夫 - Drums - 上田ケンジ - Bass - 名越由貴夫 - Guitar - 坂井秀彰 - Percussion - 下神竜哉 - Trumpet - SASUKE - Trombone - 竹野昌邦 - Sax - 浦嶋りんこ - Chorus - 正井千尋 - Chorus - Yu-ka - Chorus - 小田原友洋 - Chorus ENDLICHERI☆ENDLICHERI - 上田ケンジ - Programming, Bass - 山岡広司 - Programming - 名越由貴夫 - Guitar - 十川知司 - Keyboards Time and Space (Live in Heian Jingu Shrine / Kyoto) /Love is the Key (Live in Heian Jingu Shrine / Kyoto) /Help Me Help Me･･･(Live in Heian Jingu Shrine / Kyoto) - 屋敷豪太 - Drums - KenKen - Bass - 名越由貴夫 - Guitar - 竹内朋康 - Guitar - SWING-O a.k.a. 45 - Keyboards - スティーヴ エトウ - Percussion - 房原忠弘 - Trumpet - SASUKE - Trombone - かわ島崇文 - Sax - Tiger - Chorus Yoshino Cherry (Someiyoshino) (Live in Sendai) - 十川ともじ - Keyboards Cherish Our Fate with Others -in Tenkawa Shrine / Nara - 堂本剛 - Programming - 十川ともじ - Programming, Acoustic Piano - 屋敷豪太 - Drums - 吉田建 - Bass - スティーヴ エトウ - Percussion |